# Червонец фиолетовый
Червонец фиолетовый, или червонец лиловатый (лат. Lycaena violacea) — дневная бабочка из семейства голубянок.

## Описание
Длина переднего крыла 16-21 мм. Верхняя сторона крыльев у самца и самки — оранжевая (у самцов более насыщенного цвета); у самцов — с небольшим лилово-фиолетовым отливом. У обоих полов верхняя сторона крыльев перевязями из круглых пятен чёрного цвета. Задние крылья самки сверху оранжевого цвета, на основной части с тёмным напылением и проступающими чёрными пятнами. Нижняя сторона задних крыльев у обоих полов — серая.

## Ареал
Россия — Алтай (хребет Сарым-Сакты, с. Шебалино, п. Акташ), Восточный Саян (с. Монды), Прибайкалье (бухта Бирхин), Забайкалье, а также Монголия. Приводится для западных склонов Верхоянского хребта в Якутии и для Приморья.

## Биология
Время лёта длится с конца июня до конца июля. Встречается локально на остепнённых лугах, холмах и в котловинах. В Юго-Восточном Забайкалье бабочки обнаруживались около вероятного кормового растения гусениц — Ревень волнистый (Rheum rhabarbarum). В Монголии бабочки часто попадаются в степях около куртин Lasiagrostis splendens.